# Isopterygium amblyocarpum
Isopterygium amblyocarpum är en bladmossart som beskrevs av Brotherus 1908. Isopterygium amblyocarpum ingår i släktet Isopterygium och familjen Hypnaceae. Inga underarter finns listade i Catalogue of Life.